# Культура Кирибати
Несмотря на значительное влияние западной культуры, культура Кирибати остаётся самобытной и верной традициям. Известны национальные танцы (в основном на острове Табитеуэа), уникальное военное искусство.

## Жилище. Одежда
Так как Кирибати расположено на экваторе, климат на островах тёплый и мягкий. Поэтому дома строят только из дерева и пальмовых листьев. Крыша делается из листьев кокосовой пальмы, стены из брёвен, кораллы используют в качестве полового покрытия. На пол стелют ковры, тканные из листьев пальмы, а ковры из листьев пандануса используют в качестве покрывала. Кухня обычно находится в отдельном домике. Дома народа кирибати возвышаются над землёй на 1,5 метра и держатся на четырёх подпорках.
До прибытия на острова европейцев и американцев мужчины островов Гилберта во время работы ничего не носили. Во время встреч и церемоний одевали что-то наподобие юбки из листьев пандануса, верхняя часть тела оставалась голой. Женщины и девушки, достигшие половой зрелости, носили изящные юбки, или рири (кириб. riri), сделанные из листьев пальмы. При этом население беспрекословно следовало общинным традициям и нормам, а в случае их несоблюдения следовало наказание.
В наше время мужчины островов Гилберта носят шорты и рубашки, или лавалава (кириб. lavalava). Женщины в основном носят импортную одежду и редко носят традиционную.

## Семейные отношения

### Свадьба, илите-иеин(кириб.te iein)
Сэр Бэзил Томсон в своей книге, написанной на Фиджи, писал, что детям братьев и сестёр на островах Гилберта было строго запрещено заключать брак до тех пор, пока помнили об их общем происхождении. Исключение составляли острова Абемама и Макин, где это правило могли нарушить только верховные правители. Но, скорее всего, на практике жители островов Гилберта редко следовали этому правилу, так как из-за очень маленького населения атоллов архипелага Гилберта в скором времени было бы просто невозможно устраивать свадьбы между местными жителями.
Если суммировать все правила, связанные с кровным родством, то было запрещено жениться:
1. родственникам по прямой линии;
2. всем представителям одной из ступеней семейного генеалогического древа, у которых были общие предки, как по мужской, так и по женской линии;
3. двоюродным братьям и сёстрам;
4. некровным братьям и сёстрам.

Заключение брака между кровными родственниками было возможно только с четвёртого поколения. Но в некоторых семьях такому браку не особо радовались, и большинство стариков считало, что подобные браки возможны только с пятого поколения.

### Инцест
Инцест строго наказывался на атоллах Тамана и Арораэ, где за подобные действия виновников топили в небольших водоёмах. На северных островах архипелага Гилберта виновных привязывали к бревну, которое затем вместе с человеком бросали в океан. Самым лёгким наказанием было прогнать виновных в кровосмешении с острова, заставив их уплыть с небольшим запасом кокосов на каноэ, на котором был вёсла, но не было парусов. В легендах островов Гилберта также есть случаи инцеста. В одной из них рассказывается о герое Буэ, который во время возвращения домой на каноэ из грандиозного плавания переспал в полдень со своей сестрой. Солнце, их прародитель, увидев это, сильно разозлилось и уничтожило их каноэ. Только благодаря волшебному посоху Буэ и его сестре удалось не утонуть. С тех пор Солнце наложило на инцест своё проклятие, а всех тех, кто был замечен в нём, смерть должна была настигнуть в океане.
В действительности правила на островах значительно колебались. Например, на атолле Маракеи перед свадьбой между дальними родственниками приходил старик, которого звали уту (кириб. utu). Он шёл в банготу (кириб. bangota), где были зарыты черепа предков и подсчитывал их количество. После этого выносилось решение о том, можно ли было вступать в брачные связи жениху и невесте. В основном они разрешались между родственниками четвёртого поколения. На острове Бутаритари старейшинам и верховным правителям разрешалось жениться на родных сёстрах. Это помогало семьям вождей оставаться высоко консолидированными. На Бутаритари также было распространено многожёнство, когда за одного мужчину выходили замуж несколько родных сестёр. В этом случае одна из них носила название мао-ни-кие (кириб. mao ni kie) или рао-ни-кие (кириб. rao ni kie), остальные — еирики (кириб. eiriki); но это никак не сказывалось на статусе их детей — они все были равны в своём положении. Если еирки рожала ребёнка раньше рао-ни-кие, то старшим в семье был её сын.

### Брачный возраст
Гилбертийский мужчина преимущественно женился в возрасте 25—28 лет. Фактическое время брачного возраста для мужчины зависело от количества времени, которое требовалось ему, чтобы пройти процесс посвящения в зрелый возраст, начало которого, в свою очередь, зависело от физического развития юноши. Процесс посвящения также не начинался до тех пор, пока у юноши не начинали расти волосы на лице и груди. Для большинства молодых людей начало посвящения в зрелый возраст начиналось в 23—24 года. Достигнув 26 лет, молодой человек наделялся титулом роробуака (кириб. rorobuaka), или воина, а также правом жениться.
Девушки выдавались замуж после их освобождения из ко (кириб. ko), особого дома, где они находилась, как правило, в течение двух лет после начала менструации. Девушки в основном выдавались замуж в возрасте 14—15 лет.

### Полигамия
На островах к северу от атолла Абемама только у вождей могло быть больше одной жены. Семьи рабов были моногамными. Часто им вообще не разрешалось вступать в брачные отношения, а если и давалось такое право, то только с разрешения господина (при этом их свадьба не сопровождалась какими-либо ритуалами или церемониями).
По представлениям народа кирибати, у мужчины могла быть только одна настоящая жена, которая носила название рао-ни-кие (кириб. Rao-ni-kie). Только она проходила свадебную церемонию. Остальные женщины в семье назывались никира-н-роро (кириб. Nikira-n-ror), или любовницы, и тауа-ни-каи (кириб. Taua-ni-kai). Никира-н-роро выбирались спонтанно, по прихоти мужчины. Этих женщин можно было найти только в гареме верховного правителя, а их статус определялся не обычаями племени, а благосклонностью мужа. Число тауа-ни-каи определялось правом, основанным на обычае, а также благополучием мужчины. К ним относились вдовы покойных братьев, которых должен был содержать живой брат, а также сёстры жены, которые сразу же после свадьбы сестры становились любовницами её мужа.
На островах Гилберта считалось позорным для мужчины применять физическую силу по отношению ко всем потенциальным любовницам, однако их власть над жёнами и любовницами была огромна, например, мужчина мог подарить одну из сестёр своей жены другу. Среди гилбертийцев широко был распространён обмен жёнами и любовницами — так называемая система бита-ни-кие (кириб. bita-ni-kie).
Превосходство рао-ни-кие состояло в том, что её дети занимали более высокое положение в обществе, чем дети тауа-ни-каи, даже если родила она позже. Если рао-ни-кие и вовсе не родила детей мужу, то все отцовские земли наследовали её сёстры.

### Помолвка
В прошлом детей могли обручить ещё в очень раннем возрасте или даже до их рождения. Часто ещё не женатые друзья совершали сделку, согласно которой, если у них родятся дети противоположного пола, то они должны будут пожениться. Когда рождалась девочка, судьба которой уже предрешена, то её забирали на воспитание родители её будущего мужа.
Но чаще всего решение о помолвке устраивалось в ходе переговоров, называемых те-матамата (кириб. te matamata). Когда отец видел, что его сын — сильный и здоровый мужчина, то он посылал свою жену или жену брата к отцу той девушки, на которой он хотел его женить. После их визита родители девушки должны были в течение нескольких дней принять решение, выдавать ли свою дочь замуж. Если они отклоняли предложение, то посылали письмо отцу потенциального жениха. Если принимали, то посылали к родителям юноши одного из своих братьев, который приглашал их в гости к родителям девушки.
Когда родители юноши приходили в гости к родителям девушки, то последние вели их на земельный участок, который должен был стать приданым жениху. Если размер этого надела не удовлетворял родителей жениха, то обсуждение о будущей свадьбе могло быть мирно приостановлено. Если же они были довольны, то родители юноши посылали одного из своих братьев к родителям девушки, которую он должен был отвести в дом жениха, где она держалась несколько лет до тех пор, пока не приходило время для свадьбы. Процесс переселения девушки из одного дома в другой дом назывался те-иааки (кириб. te iaaki).
Так заканчивался подготовительный этап, после которого начинался этап каинро (кириб. kainro), или помолвки. Помолвка могла быть отменена только по обоюдному согласию родителей со стороны юноши и девушки. Если решение было принято без обсуждения со второй стороной, то те должны были расплатиться большим участком земли (в редких случаях — каноэ).

### Свадебная церемония
На атоллах Никанау и Беру в прошлом и вовсе не было ни помолвки, ни свадебной церемонии: юноша искал себе подходящую невесту и выкрадывал её. На атолле Арораэ свадьба также проводилась без предварительной помолвки и представляла собой довольно сложную церемонию: выбирая себе мужа, женщина садилась в нижней комнате дома. С верхней комнаты через отверстия в полу просовывались листья кокосовой пальмы или рыболовная леска, к концу которой была прикреплена морская раковина. Девушка дергала один из торчащих листьев и спрашивала, кто это. Юноша, чей лист был вытащен, должен был стать её мужем. Затем начиналось приготовление к свадьбе, во время которой один из отцов поливал головы склонившихся жениха и невесты пальмовым маслом, приготовленным заранее матерью жениха. Схожая церемония проводилась и на атолле Ноноути. Однако эта традиция не была распространена на других островах Гилберта. Там была совершенно иная церемония.
Сначала родственниками жениха на земельном участке его отца строился дом, в котором должны были принять пару. Он представлял собой здание высотой в 4,2 метра, крыша которого делалась из пальмовых листьев (она опиралась о землю). Внутри пол был покрыт маленькими белыми камнями и выстлан циновками. Наверху был чердак с такими низкими потолками, что человек не мог стоять. После захода солнца в дом приходили семьи жениха и невесты. Когда все собрались, в дом впускался жених. В это время невеста и самая взрослая в семье поднимались на чердак, где девушку раздевали и клали на специально выстланные циновки. Здесь она ждала своего жениха. Когда жених был готов, он взбирался на чердак, и пара проводила вместе ночь. Самым важным для девушки было сохранить девственность до брачной ночи. Когда дело доходило до первого полового акта между молодожёнами, родственники должны были проследить, чтобы после него на циновке остались следы крови, подтверждавшие девственность девушки. После брачной ночи циновка должна была быть непременно сожжена. Во время брачной церемонии старик со стороны жениха и старуха со стороны невесты, сидя под стропилами дома, читали различные заклинания, а затем давали выпить девушке и юноше приворотное зелье, сделанное из кокосового молочка, смешанного с настоем из коры дерева лат. Premna taitensis и оранжевых лепестков цветка лат. Wedelia strigulosa. Последний ингредиент в напитке защищал от страха, кора дерева лат. Premna taitensis даровала любовь, кокосовое молочко защищало от колдовства.
В тот время, когда все родственники молодожёнов веселились, девушка и юноша после проведённой ночи одевали рири (кириб. riri) (что-то наподобие юбки из листьев кокосовой пальмы), сделанную сёстрами родителей жениха. Затем они спускались с чердака, после чего начинался всеобщий праздник, длившийся три дня и сопровождавшийся танцами и песнями.
На острове Банаба (или Ошен) свадебная церемония проходила несколько иначе: во время первой брачной ночи молодожёнов родственники находились не внутри хижины, а на улице. Брачная циновка же делалась из листьев кокосовой пальмы и состояла из двух частей: та часть, на которой лежал муж, делалась его родственниками, а та часть, на которой лежала девушка, делалась ей самой. После свадебной церемонии пара должна была жить в доме до тех пор, пока жена не забеременеет или не выяснится, что она бесплодна. При этом они должны были ходить нагими и не имели права выходить на улицу. Причиной такого грубого отношения к молодожёнам было заставить пару как можно быстрее родить ребёнка, после чего им разрешалось носить одежду и жить в доме семьи мужа.
Девушек, которые не были девственницами во время первой брачной ночи, сильно наказывали, изгоняли из деревни. На Банабе, правда, она могла быть прощена, если сказала бы своему мужу имя любовника, который должен был расплатиться участком земли.

### Развод
Развод в отличие от свадьбы проходил без каких-либо формальностей. После него кто-нибудь из супругов терял земельный участок, но зафиксированных традиций, касающихся развода, у гилбертийцев не было. Если мужчина хотел избавиться от жены, он просто выгонял её из дома. В равной мере женщина могла разорвать любые отношения с мужчиной, уйдя от него к родителям. Разведённой женщине мать или тётка читали заговор, называемый те-анаа-ни-бунг (кириб. te anaa-ni-bung), основной целью которого было защитить её от проклятий семьи мужа. Женщине также давался напиток из морской соли и пальмового масла, действовавший как рвотное средство, которое освобождало девушку от супружеских обязанностей.

### Общие сведения
Важнейшую роль в обществе страны играет семья. Она обычно большая, поэтому нередко детей растят родственники. При этом заключается словесный договор, или бубут (кириб. bubut), который нельзя изменить. Если пара не может иметь детей или же им хочется ещё ребёнка, они могут взять его у родственников, с которыми заключается бубути (кириб. bubuti). Семьи, в которых много детей, высоко ценятся. Семейство помогает ловить рыбу, собирать кокосы. Женщины занимаются ведением домашнего хозяйства, приготовлением еды, воспитанием детей, но некоторые из них помогают мужчинам собирать кокосы и выполнять другие обязанности. Женщины также ловят моллюсков, ходят с сетью ловить рыбу, хотя в основном это мужское дело. Старший человек в семье ведает домашним хозяйством, а к пожилым людям относятся с большим уважением.
Так как земля передаётся по наследству детям, семейный участок земли с каждым разом становится всё меньше, поэтому правительство поощряет те семьи, в которых мало детей.
Народ кирибати живёт скромно, а сам он очень изобретателен. Например, ковры делают из листьев пальмы, главные жилы листа пальмы используются для строительства дома, её сок для производства алкоголя или используют в качестве подсластителя, орехи сушат и продают их, а из пальмового масла делают мыло.
До сих пор в некоторых семьях родители выбирают жениха или невесту своему ребёнку, но с каждым годом эта традиция уходит в прошлое. Чтобы намерения жениха жениться стали известными, он посылает своего родственника (чаще дядю) в семью своей невесты. После этого семья невесты готовится к приходу всей семьи жениха: она ткёт одеяло своему будущему зятю и его семье. Семья жениха в обмен на эти одеяла отдаёт семье невесты дорогие ткани.
До первой брачной ночи девушка должна сохранять свою девственность, иначе она будет опозорена. Чтобы избежать этого, пара иногда прибегает к тайному бегству, что рассматривается как законная свадьба.

## Еда
Жители Кирибати трут мякоть кокосов в чай. Также они используют кокосовое молоко в качестве подсластителя и добавляют его в суп из плодов хлебного дерева или же смешивают его с приправой карри, а затем используют полученную жидкость для маринования рыбы. Один из излюбленных напитков — перебродивший кокосовый сок, или тодди, богат витамином C. Из тодди, кипячёном на слабом огне, делают сладкую патоку, называемую камаимаи (кириб. kamaimai). Она используется вместо сахара. Перебродивший тодди становится алкогольным напитком, называемым какиоки (кириб. kakioki).
Рыбу, плоды хлебного дерева, пандан, папайю едят регулярно. Свинину и курицу только по праздникам. Еда готовится на открытом огне. Так как у многих отсутствуют холодильники, вместо них используют соль в качестве консерванта, а рыбу сушат на солнце. Народ кирибати ест, сидя и скрестив ноги, на ковриках из пандану. Коврики эти лежат либо на полу, либо на возвышенной платформе, или буиа (кириб. buia).
Завтрак обычно лёгкий и обычно состоит из хлеба и чашки чая или свежего тодди. Обед и ужин чаще всего включает рыбу, рис и кокосы. Рыбу готовят разными способами и едят жареной, тушёной, с супом или необработанной.

## Общение
Народ кирибати, встретив знакомого, обычно благословляет его. Неформальное приветствие — Ko na era? (Куда ты идёшь?). Люди обычно не жмут друг другу руки, кроме особых случаев. Вместо этого они подымаютт голову кверху и говорят Mauri («благословляю»). Жмут руки обычно тогда, когда отправляют кого-нибудь, например, учиться за границей, или когда люди не виделись очень долгое время.
Чтобы привлечь чьё-либо внимание, народ кирибати выкрикивает Neiko («Женщина») или Nao («Мужчина»), даже если они знают имя этого человека. В неформальной обстановке они обычно называют друг друга по имени. Фамилия у членов семьи такая же, как у отца или деда. В формальной обстановке часто используют обращения Nei («Мисс») или Ten («Мистер»).
Люди разного пола обычно не показывают свою любовь друг к другу. Люди же одного пола часто держатся за руку или обнимаются, когда идут.

## Манеаба
Манеаба (кириб. maneaba) — центр общественной жизни в каждой деревне республики Кирибати. Как и все дома в деревне, это здание имеет прямоугольную форму, а её строительство ведёт, как правило, самый старший в деревне. Само сооружение очень приспособлено к местному климату. Манеаба подпирается каменными столбами, поэтому все, кто входит в неё, должны наклониться. Это довольно просторное, прохладное здание, где устраиваются различные праздники, танцы. Манеабы есть как в округе острова, так и в каждой деревне. У каждой из них есть свои названия.

## Развлечения
Самые популярные виды спорта — футбол и волейбол. Часто плавают на каноэ, которое является одно из самых быстрых в мире. Уникальной игрой народа кирибати является ореано. В ней две команды по десять человек в каждой играют мячом размером с футбольный мяч, набитый тяжёлыми камнями, которые обёрнуты в волокно от кокосов.

## Праздники
Во время религиозных праздников, например Пасхи и Рождества, жители Кирибати ходят в церковь. На праздники не дарят подарков и не отмечают дни рождения, кроме дня рождения первого сына.
Национальный праздник — День независимости, отмечаемый 12 июля. В первый понедельник августа отмечают День молодёжи, 10 декабря — День прав человека.